# Érdem (buddhizmus)
Az érdem vagy érdemes tett (szanszkrit puṇya, páli puñña) buddhista és hindu fogalom, mely szerint az érző lények a jó cselekedeteik (szóbeli, tettbeli, vagy gondolat általi) eredményeként érdemeket szerezhetnek és halmozhatnak fel, amely hatással lesz a hátralevő és a következő életeikre is. Az ilyen érdemek hozzájárulnak az egyén spirituális megszabadulásához. Érdemre többféle módon lehet szert tenni. A Tíz üdvös cselekedet szútra szerint tízféle módon. Ezen felül a mahájána Ksitigarbha bodhiszattva nagy fogadalmainak szútrája (Taisó tripitaka - 0412) szerint az érdemes tett egy heted részét tovább lehet adni egy halott közelálló részére, mintegy lecsökkentve ezzel a szenvedéseit az új létezésben. Egyes buddhista irányzatokban a megszerzett érdemeket fel szokták ajánlani az érző lények javára (szanszkrit: parinámaná).

## Az érdem három alapja
A páli kánonban megkülönböztetik az érdem három alapját (páli: punnyakirijavatthu). Az Anguttara-nikája Punnyakirijavatthu-szuttában (AN 8.36 vagy A 8.4.6), Buddha a következő három alapot nevezi meg:
- adakozás (dánamajam punnyakirijavatthu)
- erény (sílamajam punnyakirijavatthu)
- mentális fejlődés (bhávanámajam punnyakirijavatthu)

A Szangiti-szuttában (DN 33), 38. vers, Száriputta ugyanezt a hármat említi: dána, síla, bhávaná.
A Khuddaka-nikája Itivuttaka (Iti. 1.22) című szuttában, a következők szerepelnek: adakozás (dánassza), önképzés (damassza) és önmegtartóztatás (szannyamasszá). Később, ugyanebben a szuttában a következő hármas szerepel: adás (dána), mentálisan nyugodt élet (szama-csarija) és jó szándékú tudat (mettá-csitta).

## Érdemszerzés
A buddhista szerzetesek a tudatosság, a meditáció, kántálás és egyéb szertartások révén tesznek szert érdemekre.
A poszt-kanonikus szövegmagyarázatok hét olyan cselekedetet határoznak meg, amelyeket a világi követők végezhetnek az érdemszerzés érdekében:
1. Adakozás - alamizsna (dána)
2. Erények betartása (síla)
3. Elmélyedés kifejlesztése (bhávaná)
4. Mások tisztelete (apacsajana-maja)
5. Segítségnyújtás (vejjavaccsa-maja)
6. Érdem felajánlása (vagy átadása) mások számára (pattidana-maja)
7. Örvendeni mások érdemeinek. (pattanumodana-maja)
8. A tanítások meghallgatása (dhammasszavana-maja)
9. Mások tanítása (dhammadeszana-maja)
10. Saját nézetek kijavítása a tanítások szerint (ditthudzsukamma)[6]